# Мэн Хунвэй
Мэн Хунвэй (кит. трад. 孟宏偉, упр. 孟宏伟, пиньинь Mèng Hóngwěi; род. ноябрь 1953, Харбин) — китайский политический деятель, президент Интерпола с 2016 по 2018 годы. С 2004 по 2018 годы занимал пост заместителя министра общественной безопасности КНР. В октябре 2018 года был арестован китайскими властями по обвинению в коррупции и в январе 2020 приговорён к тюремному заключению.

## Биография и карьера
Мэн Хунвэй родился в Харбине в 1953 году. В 1975 году вступил в Коммунистическую Партию Китая. Окончил юридический факультет Пекинского университета, в Центральном Южном Университете Китая получил степень магистра права.
С 2004 года до своего ареста в 2018 занимал пост заместителя министра общественной безопасности КНР. С 2013 по 2017 годы занимал пост заместителя директора Государственного океанологического управления, а также возглавлял бюро морской полиции Китая.
В апреле 2018 года был исключен из партийного комитета министерства общественной безопасности КНР.
В марте 2019 годы был исключен из КПК в связи с обвинением во взяточничестве и в нарушении партийной дисциплины.

### Карьера в Интерполе
В 2004 году занял пост главы китайского отдела Интерпола. В ноябре 2016 года во время 85-й сессии Генеральной Ассамблеи Интерпола на Бали Мэн Хунвэй был избран на пост президента, став тем самым первым китайским президентом Интерпола. Во время его нахождения на посту президента Интерпола китайское правительство представило обширный список должностных лиц и бизнесменов для допроса по подозрению в коррупции, что, по мнению критиков, имело политические мотивы.

## Уголовное дело
В конце сентября 2018 года Мэн Хунвэй уехал в Китай, после чего его семья не получала от него никаких вестей. Жена президента Интерпола, Грейс Мэн, заявила, что незадолго до своего исчезновения он отправил ей изображение ножа и велел ей ждать звонка, что могло быть сигналом о том, что он находится в опасности.
Гонконгское издание South China Morning Post сообщило, что глава Интерпола был арестован для допроса сразу после своего прибытия в Китай.
6 октября Интерпол потребовал от китайского правительства уточнить статус Мэн Хунвэя. 7 октября министерство общественной безопасности КНР выступило с заявлением, что на данный момент в отношении президента Интерпола ведётся расследование по подозрению в получении взятки и нарушению других законов КНР. В заявлении Министерства общественной безопасности говорится, что предполагаемая коррупция и нарушение законов Мэн Хунвэя «серьезно угрожали» партии и полиции. Министерство добавило, что оно сформирует оперативную группу для расследования всех, кто подозревается в получении взятки вместе с президентом Интерпола. Кроме этого, Интерпол получил от Мэн Хунвэя заявление об отставке. Исполняющим обязанности президента Интерпола был назначен Ким Чон Ян до выбора нового президента в ноябре 2018 в Дубае.
Стив Цзан, директор института Китая в университете SOAS, заявил, что, учитывая высокое положение Мэн Хунвэя, решение об его аресте должно исходить из самого высокого уровня китайского правительства.
26 октября 2018 года Мэн Хунвэй был исключен из состава Народного политического консультативного совета Китая..
В январе 2020 года Мэн Хунвэй был приговорён к 13,5 годам заключения по обвинению в получении взяток.

## Награды
- Благодарность Правительства Российской Федерации (4 ноября 2006 года) — за большой вклад в развитие и укрепление политических, торгово-экономических и культурных связей между Российской Федерацией и Китайской Народной Республикой, а также за активное участие в организации и успешном проведении мероприятий в рамках Года России в Китае в 2006 году[17].